# Campeonato Africano de Atletismo Júnior de 1994
A 1ª edição do Campeonato Africano de Atletismo Júnior, foi a primeira edição bienal da competição para atletas africanos com idade entre 19 anos ou mais jovens. Organizado pela Confederação Africana de Atletismo foi disputada na cidade de Argel na Argélia de 6 a 8 de julho de 1994. Um total de 40 eventos foram realizados, sendo 21 masculino e 19 feminino. 

## Medalhistas

### Masculino
| Evento                   | Ouro                                                                              | Ouro     | Prata                                                                               | Prata    | Bronze                                                                           | Bronze        |
| ------------------------ | --------------------------------------------------------------------------------- | -------- | ----------------------------------------------------------------------------------- | -------- | -------------------------------------------------------------------------------- | ------------- |
| 100 metros               | Deji Aliu · Nigéria                                                               | 10.61    | Rudolph Louw · África do Sul                                                        | 10.87    | Etienne Roux · África do Sul                                                     | 10.89         |
| 200 metros               | Deji Aliu · Nigéria                                                               | 21.34    | Jacques Sambou · Senegal                                                            | 21.85    | Liod Kgopong · África do Sul                                                     | 21.92         |
| 400 metros               | Riaan Dempers · África do Sul                                                     | 46.92    | Francis Obikwelu · Nigéria                                                          | 47.22    | Adem Hecini · Argélia                                                            | 47.56         |
| 800 metros               | Bekele Banbere · Etiópia                                                          | 1:48.43  | Elijah Maru · Quênia                                                                | 1:48.63  | Mengesha Feyesa · Etiópia                                                        | 1:49.60       |
| 1 500 metros             | Philip Mosima · Quênia                                                            | 3:44.52  | Ali Hakimi · Tunísia                                                                | 3:45.07  | Bekele Banbere · Etiópia                                                         | 3:46.50       |
| 5 000 metros             | Daniel Komen · Quênia                                                             | 13:31.10 | Habte Jifar · Etiópia                                                               | 13:53.36 | Mohammed Amyn · Marrocos                                                         | 13:54.36      |
| 10 000 metros            | Habte Jifar · Etiópia                                                             | 30:06.35 | Tekalegne Shewaye · Etiópia                                                         | 30:06.76 | Abdellah Maaraf · Marrocos                                                       | 30:24.29      |
| 110 metros barreiras     | Amine Harchouche · Argélia                                                        | 14.73    | Samir Bouabcha · Argélia                                                            | 15.55    | Sem premiação                                                                    | Sem premiação |
| 400 metros barreiras     | Amine Harchouche · Argélia                                                        | 52.77    | Jaco Jonker · África do Sul                                                         | 52.92    | Faycal Kacemi · Marrocos                                                         | 53.54         |
| 3 000 metros obstáculos  | Irba Lakhal · Marrocos                                                            | 8:36.08  | Paul Chemase · Quênia                                                               | 8:36.81  | Lemma Alemayehu · Etiópia                                                        | 8:43.67       |
| Revezamento 4×100 metros | África do Sul · Etienne Roux · Dirk Pretorius · Rudolph Louw · Riaan Dempers      | 41.12    | Argélia · Yacine Djellil · Fethi Jedai · Toufik Sekat · Djabir Saïd-Guerni          | 41.58    | Namíbia · Elroy Diegaart · V. Rugen · T. Adwinga · Stephan Louw                  | 41.63         |
| Revezamento 4×400 metros | África do Sul · Liod Kgopong · Pieter van Tonder · Dirk Pretorius · Riaan Dempers | 3:09.66  | Nigéria · Kunle Adejuyigbe · Wilson Ogbeide · Francis Obikwelu · Sylvester Omodiale | 3:10.37  | Argélia · Adem Hecini · Amine Harchouche · Mohamed-Lami Naamane · Yacine Djellil | 3:14.65       |
| Salto em altura          | Younès Moudrik · Marrocos                                                         | 2.12 m   | Abderrahmane Hammad · Argélia                                                       | 2.09 m   | Hassan Darwish · Egito                                                           | 2.06 m        |
| Salto à vara             | Rafik Mefti · Argélia                                                             | 4.50 m   | Mohamed Benyahia · Argélia                                                          | 4.40 m   | Mohamed Bédioui · Tunísia                                                        | 4.00 m        |
| Salto em comprimento     | François Coetzee · África do Sul                                                  | 7.54 m   | Nabil Adamou · Argélia                                                              | 7.35 m   | Younès Moudrik · Marrocos                                                        | 7.31 m        |
| Triplo salto             | Nabil Adamou · Argélia                                                            | 14.91 m  | Assama Ibrahim · Egito                                                              | 14.86 m  | Djamel Smichet · Argélia                                                         | 14.78 m       |
| Arremesso de peso        | Frantz Kruger · África do Sul                                                     | 14.17 m  | Walid Jamil Mustapha · Egito                                                        | 13.95 m  | Hisham El-Achmawi · Egito                                                        | 13.26 m       |
| Lançamento de disco      | Frantz Kruger · África do Sul                                                     | 55.86 m  | Hisham El-Achmawi · Egito                                                           | 44.10 m  | Abderrazak Yahiaoui · Argélia                                                    | 43.38 m       |
| Lançamento de martelo    | Mohamed Karim Horchani · Tunísia                                                  | 61.84 m  | Bounab Zaki · Argélia                                                               | 51.08 m  | Samir Kacimi · Argélia                                                           | 48.84 m       |
| Lançamento de dardo      | Marius Corbett · África do Sul                                                    | 74.42 m  | Chemseddine Bel Hadj Amor · Tunísia                                                 | 59.12 m  | Fahem Bel Hadj Mabrouk · Tunísia                                                 | 57.74 m       |
| Decatlo                  | Donny Magnan · Seicheles                                                          | 6360 pts | Mohamed Halima Mansour · Argélia                                                    | 6222 pts | Mehdi Mekki · Tunísia                                                            | 5975 pts      |

### Feminino
| Evento                   | Ouro                                                                                         | Ouro     | Prata                                                                               | Prata    | Bronze                                                                     | Bronze   |
| ------------------------ | -------------------------------------------------------------------------------------------- | -------- | ----------------------------------------------------------------------------------- | -------- | -------------------------------------------------------------------------- | -------- |
| 100 metros               | Philomena Mensah · Gana                                                                      | 11.47    | Heide Seyerling · África do Sul                                                     | 11.69    | Mercy Nku · Nigéria                                                        | 11.71    |
| 200 metros               | Heide Seyerling · África do Sul                                                              | 23.59    | Philomena Mensah · Gana                                                             | 23.88    | Tamaryn Sawyer · África do Sul                                             | 24.09    |
| 400 metros               | Olabisi Afolabi · Nigéria                                                                    | 53.59    | Florence Ekpo-Umoh · Nigéria                                                        | 54.25    | Yolande Venter · África do Sul                                             | 55.00    |
| 800 metros               | Marie-Louise Henning · África do Sul                                                         | 2:05.82  | Kutre Dulecha · Etiópia                                                             | 2:07.79  | Shura Hotesa · Etiópia                                                     | 2:07.81  |
| 1 500 metros             | Sally Barsosio · Quênia                                                                      | 4:16.61  | Kutre Dulecha · Etiópia                                                             | 4:18.13  | Rose Cheruiyot · Quênia                                                    | 4:22.38  |
| 3 000 metros             | Sally Barsosio · Quênia                                                                      | 8:53.40  | Rose Cheruiyot · Quênia                                                             | 9:04.80  | Birhan Dagne · Etiópia                                                     | 9:10.47  |
| 10 000 metros            | Birhan Dagne · Etiópia                                                                       | 33:49.10 | Getenesh Tamirat · Etiópia                                                          | 34:56.88 | Fatiha Klilech · Marrocos                                                  | 36:11.13 |
| 100 metros barreiras     | Adri van der Merwe · África do Sul                                                           | 13.95    | Nadine Fensham · África do Sul                                                      | 14.07    | Willa van Schalkwyk · Namíbia                                              | 15.12    |
| 400 metros barreiras     | Ronelle Ullrich · África do Sul                                                              | 59.92    | Amina Belkrochi · Marrocos                                                          | 60.24    | Adri van der Merwe · África do Sul                                         | 60.84    |
| Revezamento 4×100 metros | Nigéria · Mercy Nku · Endurance Ojokolo · Olabisi Afolabi · Florence Ekpo-Umoh               | 46.15    | África do Sul · Tamaryn Sawyer · Ronelle Ullrich · Nadine Fensham · Heide Seyerling | 46.15    | Argélia · Baya Rahouli · Ahlam Allali · Nahida Touhami · Leila Kabouss     | 48.58    |
| Revezamento 4×400 metros | África do Sul · Yolande Venter · Marie-Louise Henning · Ronelle Ullrich · Adri van der Merwe | 3:45.25  | Nigéria · Mercy Nku · Endurance Ojokolo · Olabisi Afolabi · Florence Ekpo-Umoh      | 3:45.41  | Marrocos · Nawel Benhamoun · Hasna Benhassi · M. Klilech · Amina Belkrochi | 3:57.42  |
| 5 km marcha              | Yakobe Amsale · Etiópia                                                                      | 24:11.45 | Nagwa Ibrahim · Egito                                                               | 24:28.03 | Nadia El-Aaouni · Marrocos                                                 | 26:22.71 |
| Salto em altura          | Orla Venter · Namíbia                                                                        | 1.68 m   | Irène Tiéndrebeogo · Burquina Fasso                                                 | 1.65 m   | Annerie De Klerk · Namíbia                                                 | 1.60 m   |
| Salto em comprimento     | Endurance Ojokolo · Nigéria                                                                  | 5.56 m   | Baya Rahouli · Argélia                                                              | 5.41 m   | Salimata Sylla · Mali                                                      | 5.40 m   |
| Triplo salto             | Baya Rahouli · Argélia                                                                       | 12.02 m  | Chantal Ouoba · Burquina Fasso                                                      | 11.96 m  | Radia Mellal · Argélia                                                     | 11.15 m  |
| Arremesso de peso        | Iman Mahrous · Egito                                                                         | 11.99 m  | Saadia Amloud · Marrocos                                                            | 11.99 m  | Malika Hammou · Argélia                                                    | 11.03 m  |
| Lançamento de disco      | Saadia Amloud · Marrocos                                                                     | 43.46 m  | Malika Hammou · Argélia                                                             | 34.20 m  | Nadia Saichi · Argélia                                                     | 29.80 m  |
| Lançamento de dardo      | Malika Hammou · Argélia                                                                      | 39.78 m  | Marie-Antoinette Marchal · Burquina Fasso                                           | 37.26 m  | Aïda Sellam · Tunísia                                                      | 36.28 m  |
| Heptatlo                 | Marie-Antoinette Marchal · Burquina Fasso                                                    | 4793 pts | Hamida Rahouli · Argélia                                                            | 4235 pts | Sana Drid · Tunísia                                                        | 4232 pts |